# Microphileurus caviceps
Microphileurus caviceps är en skalbaggsart som beskrevs av Hermann Julius Kolbe 1910. Microphileurus caviceps ingår i släktet Microphileurus och familjen Dynastidae. Inga underarter finns listade i Catalogue of Life.